# Jeffrey Ford (nhà dựng phim)
Jeffrey Ford là nhà biên tập điện ảnh người Mỹ. Ông từng nhận được một đề cử giải Eddie cho Dựng phim xuất sắc nhất đối với bộ phim The Family Stone, và một giải Vệ tinh cho Dựng phim xuất sắc nhất với One Hour Photo.

## Danh sách phim
| Năm  | Tựa đề                                   | Ghi chú             |
| ---- | ---------------------------------------- | ------------------- |
| 2000 | The Yards                                |                     |
| 2002 | One Hour Photo                           |                     |
| 2003 | Shattered Glass                          |                     |
| 2005 | Hide and Seek                            |                     |
| 2005 | The Family Stone                         |                     |
| 2007 | Breach                                   |                     |
| 2008 | Street Kings                             |                     |
| 2009 | Public Enemies                           | Với Paul Rubell     |
| 2010 | Bloodworth                               |                     |
| 2011 | Monte Carlo                              |                     |
| 2011 | Captain America: Kẻ báo thù đầu tiên     | Với Robert Dalva    |
| 2012 | Biệt đội siêu anh hùng                   | Với Lisa Lassek     |
| 2013 | Người Sắt 3                              | Với Peter S. Elliot |
| 2014 | Captain America 2: Chiến binh mùa đông   | Với Matthew Schmidt |
| 2015 | Avengers: Đế chế Ultron                  | Với Lisa Lassek     |
| 2016 | Captain America: Nội chiến siêu anh hùng | Với Matthew Schmidt |
| 2018 | Avengers: Cuộc chiến vô cực              | Với Matthew Schmidt |